# Utilitat

Categories de programari

En informàtica, una utilitat és una eina que realitza tasques de manteniment o suport per a la construcció i execució de programes. Les tasques en general on s'inclouen les biblioteques de sistema, middleware, eines de desenvolupament, etc. Entre elles, cal citar el xifrat i desxifrat de fitxers, la compressió de fitxers, la defragmentació de disc, els editors de text, etc.